# Monte Labbro
Il monte Labbro o Labro (1.193 metri) è una montagna che si eleva all'estremità sud-occidentale del cono vulcanico del monte Amiata, nel cuore della Riserva naturale del Monte Labbro e del Parco faunistico del Monte Amiata, in provincia di Grosseto.

## Toponimo
La dizione "monte Labro" è da intendersi ugualmente corretta, in quanto usata in molte versioni geografiche, e che una ricerca sull'etimo indica come probabilmente più appropriata, poiché labro sembra derivare da Quinto Fabio Labeone, generale e console romano, oppure, meno probabile, dal termine labrys che indica la doppia ascia bipenne, simbolo presente nell'arte e nella religione della Creta minoica.

## Descrizione
Il rilievo montuoso si innalza ai limiti sud-occidentali del territorio comunale di Arcidosso, chiudendo a sud la sponda occidentale del massiccio amiatino, quasi in continuità con i rilievi del monte Buceto, monte Aquilaia e Poggio all'Olmo.
L'area del monte Labbro, oltre ad essere nel cuore di due aree protette ad elevato interesse naturalistico e paesaggistico, è nota per la presenza sulla sua sommità della Torre Giurisdavidica, costruita e legata alla figura di Davide Lazzaretti, e per il tempio di Merigar West, fondato negli anni ottanta dalla comunità tibetana, che qui ha trovato rifugio spirituale. I principali centri abitati del monte Labbro sono Zancona e Le Macchie, ambedue frazioni di Arcidosso.